# Episcada clausina
Espèce
Episcada clausina est un insecte lépidoptère  de la famille des Nymphalidae, de la sous-famille des Danainae et du genre Episcada.

## Dénomination
Episcada clausina a été décrit par William Chapman Hewitson en 1876 sous le nom initial d' Ithonia clausina.

### Sous-espèces
- Episcada clausina clausina;  présent en Bolivie et au Pérou
- Episcada clausina striposis Haensch, 1909; présent au Brésil.
- Episcada clausina ssp; présent en Équateur[1].

### Nom vernaculaire
Episcada clausina se nomme Clausina Clearwing en anglais.

## Description
Episcada clausina est un papillon d'une envergure d'environ 41 mm à l'abdomen mince, aux ailes à apex arrondi avec les ailes antérieures beaucoup plus longues que les ailes postérieures et à bord interne concave. Les ailes sont transparentes avec de très fines veines marron et une bordure marron sur le dessus, orange sur le revers.

## Écologie et distribution
Episcada clausina est présent en Équateur, au Brésil, en Bolivie, au Pérou, au Surinam, en Guyana et en Guyane, .

### Protection
Pas de statut de protection particulier.